# Gascoyne (Dakota del Nord)
Gascoyne è un centro abitato (city) degli Stati Uniti, situato nella Contea di Bowman nello Stato del Dakota del Nord. Nel censimento del 2000 la popolazione era di 23 abitanti. L'abitato è stato fondato nel 1907.

## Geografia fisica
Secondo i rilevamenti dell'United States Census Bureau, la località di Gascoyne si estende su una superficie di 2,60 km², tutti occupati da terre.

## Popolazione
Secondo il censimento del 2000, a Gascoyne vivevano 23 persone, ed erano presenti 8 gruppi familiari. La densità di popolazione era di 9 ab./km². Nel territorio comunale si trovavano 15 unità edificate. Per quanto riguarda la composizione etnica degli abitanti, il 100% era bianco.
Per quanto riguarda la suddivisione della popolazione in fasce d'età, il 30,4% era al di sotto dei 18, l'8,4% fra i 25 e i 44, il 26,1% fra i 45 e i 64, mentre infine il 34,8% era al di sopra dei 65 anni di età. L'età media della popolazione era di 60 anni. Per ogni 100 donne residenti vivevano 130,0 maschi.